# Надежда (Степновский район)
Наде́жда — упразднённый хутор в Степновском районе Ставропольского края.

## География
Хутор Надежда располагался в левобережье Большого Левобережного канала, в 7 км от села Богдановки:17. На карте Генштаба издания 1985 года местность, где был хутор, отмечена как урочище Надежда.

## История
Хутор основан как немецкое поселение Гоффнунгсталь (нем. Hoffnungstal — «Долина Надежды»). Позднее переименован в Надежду. В списке населённых мест Терского округа Северо-Кавказского края (1927) датой его образования значится 1922 год:44. Согласно энциклопедическому словарю «Немцы России» (2006), населённый пункт до 1917 года входил в состав Надежденской волости Моздокского отдела Терской области; земельный надел поселения включал 2000 десятин; жители были прихожанами лютеранского прихода Пятигорска.
В «Списке населённых мест Северо-Кавказского края» на 1925 год упоминается как посёлок Надежда. В административном отношении посёлок подчинялся Эдиссийскому сельсовету Степновского района Терского округа, в нём числилось 63 двора с 359 жителями, действовала начальная школа:366—367. В «Поселенных итогах переписи 1926 года по Северо-Кавказскому краю» — колония Надежда, с 70 дворами и 350 жителями (349 — немцы):325.
Постановлением президиума Терского окружного исполнительного комитета от 28 сентября 1925 года образован Надежденский сельсовет, начавший функционировать с 1 января 1926 года. На 1 января 1927:44 он объединял 5 населённых пунктов: немецкие колонии Надежда (административный центр), Фриденталь, Мирополь, Эбенфельд и хутор Ново-Ивановский, населённый преимущественно грузинами:325. Общая численность населения сельсовета составляла 1198 человек, общее число дворов — 295:71.
В 1929 году Надежденский сельсовет передан из упразднённого Степновского района в состав Моздокского района Северо-Кавказского края.
С августа 1942 года населённый пункт Надежда находился в оккупации. Освобождён 6 января 1943 года.
На 1 марта 1966 года хутор Надежда входил в состав Богдановского сельсовета Курского района Ставропольского края:17. В 1972 году Богдановский сельсовет со всеми населёнными пунктами был передан из Курского района во вновь образованный Степновский район.
Решением Ставропольского краевого совета от 24 мая 1978 года № 425 хутор снят с учёта.

## Кладбище
Кладбище бывшего хутора Надежда расположено в 15 км юго-восточнее Богдановки. Площадь участка 1500 м².